# Guido Ubaldo Abbatini

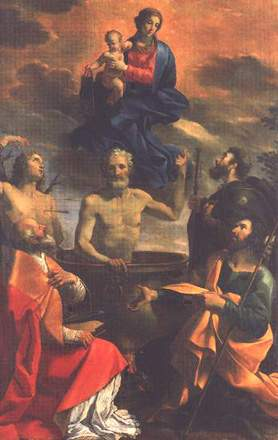

Guido Ubaldo Abbatini (Città di Castello, 1600-1656) a fost un pictor italian.